# Дискография Бейонсе
Дискография Бейонсе Ноулз, американской R&B певицы, состоит из семи студийных альбомов, трёх концертных альбомов, двух EP, двадцати синглов как у главной артистки, а также многочисленных сотрудничеств с другими артистами для четырёх видеоальбомов.
В июне 2003 во время распада Destiny's Child, Ноулз выпустила свой дебютный альбом, Dangerously in Love, который стал одним из самых успешных альбомов того года, и показал её жизнеспособность, как артистки. Альбом имел коммерческий успех и получил положительные отзывы критиков. В него вошли такие хиты, как «Crazy in Love», «Baby Boy», «Me, Myself and I» и «Naughty Girl». В 2004 году он принёс Бейонсе пять наград «Грэмми».
Развал группы Destiny’s Child в 2005 способствовал её дальнейшем успеху, с релизом её третьего американского сингла #1 и мирового хита, «Check on It» из второго сольного альбома, B'Day (2006). B’Day стал вторым сольным альбомом номер один и произвел хиты «Déjà Vu», «Irreplaceable» и «Beautiful Liar». Он заработал ей Грэмми в категории «Лучший R&B Альбом» в 2007.
Её третий сольный альбом, I Am… Sasha Fierce, был выпущен в ноябре 2008. Он включает сингл «If I Were a Boy», сингл «Single Ladies (Put a Ring on It)», который стал её 5-м синглом, возглавившим Billboard Hot 100, её хит топ-5 «Halo» и 13-й хит топ-10 «Sweet Dreams». Альбом заработал Ноулз 8 номинаций на 52-й церемонии «Грэмми». Ноулз получила 2 дополнительные номинации за её работу в фильме Кадиллак Рекордс.
Ee четвёртый альбом так и называется «4», он вышел в 2011 в жанре «поп».
Ноулз сейчас единственная артистка, вошедшая в историю, у которой все сольные студийные альбомы получили Грэмми в категории «Лучший R&B Альбом» и дебютировали первой строкой в Billboard 200 за всю её сольную карьеру.
В феврале 2010 RIAA занес её в список как самую сертифицируемую артистку декады. Ноулз продала более 11 миллионов альбомов как сольная артистка и более 23 миллионов цифровых синглов в США, согласно Billboard.

## Альбомы

### Студийные альбомы
| Альбом | Высшее место в чарте | Высшее место в чарте | Высшее место в чарте | Высшее место в чарте | Высшее место в чарте | Высшее место в чарте | Высшее место в чарте | Высшее место в чарте | Высшее место в чарте | Высшее место в чарте | Продано                                                                     | Сертификат |
| Альбом | US                   | AUS                  | AUT                  | CAN                  | FRA                  | GER                  | ITA                  | NZ                   | SWE                  | UK                   | Продано                                                                     | Сертификат |
| --- | -------------------- | -------------------- | -------------------- | -------------------- | -------------------- | -------------------- | -------------------- | -------------------- | -------------------- | -------------------- | --------------------------------------------------------------------------- | --- |
| Dangerously in Love - Выпущен: 24 июня 2003 - Лейбл: Columbia (#86386) - Формат: CD, LP, digital download                          | 1                    | 2                    | 3                    | 1                    | 14                   | 1                    | 16                   | 8                    | 11                   | 1                    | - World: 11 000 000 - US: 5 100 000 - UK: 1 200 000                         | - US: 4× платиновый - AUS: 3× платиновый - AUT: Золотой - CAN: Платиновый - FRA: 3× золотой - GER: Платиновый - NZ: Платиновый - SWE: Золотой - UK: 4× платиновый       |
| B'Day - Выпущен: 4 сентября 2006 - Лейбл: Sony Urban Music, Columbia (#90920) - Формат: CD, CD/DVD, LP, digital download           | 1                    | 8                    | 2                    | 1                    | 12                   | 5                    | 10                   | 8                    | 15                   | 3                    | - World: 8 800 000 - US: 3 800 000 - UK: 385 078 (Standard version only)    | - US: 3× платиновый - AUS: Платиновый - CAN: Платиновый - FRA: Золотой - GER: Золотой - NZ: Платиновый - UK: Платиновый                                                 |
| I Am... Sasha Fierce - Выпущен: 14 ноября 2008 - Лейбл: Music World, Columbia (#719492) - Формат: CD, CD/DVD, LP, digital download | 1                    | 3                    | 20                   | 6                    | 20                   | 17                   | 16                   | 3                    | 5                    | 2                    | - World: 9 000 000 - US: 3 400 000 - UK: 1 600 000                          | - US: 2× платиновый - AUS: 3× платиновый - AUT: Золотой - CAN: 3× платиновый - GER: Платиновый - ITA: Платиновый - NZ: 2× платиновый - SWE: Золотой - UK: 5× платиновый |
| 4 - Выпущен: 24 июня 2011 - Лейбл: Parkwood, Columbia - Формат: CD, digital download                                               | 1                    | 2                    | 13                   | 3                    | 2                    | 5                    | 4                    | 3                    | 13                   | 1                    | - World: 3 800 000 - US: 1 550 000 - UK: 670 000                            | - US: Платиновый - AUS: Платиновый - CAN: Золотой - FRA: Золотой - ITA: Золотой - NZ: Золотой - SWE: Золотой - UK: 2× платиновый                                        |
| Beyoncé - Выпущен: 24 декабря 2013 - Лейбл: Parkwood, Columbia - Формат: CD/DVD, CD/Blu-ray disc, digital download                 | 1                    | 1                    | 12                   | 1                    | 13                   | 11                   |                      | 2                    | 4                    | 2                    | - World: 5,000,000 (по состоянию на 2014 год) - US: 2 400 000 - UK: 505 000 | - US: 2× платиновый - AUS: Платиновый - UK: Платиновый - FRA: Золотой - NZ: Платиновый - CAN: Платиновый                                                                |
| Lemonade - Выпущен: 23 апреля 2016 - Лейбл: Parkwood, Columbia - Формат: Потоковое мультимедиа, ЦД                                 | 1                    | 1                    | 9                    | 1                    | 7                    | 3                    |                      | 1                    | 2                    | 1                    | - World: 3 200 000 - US: 1 800 000                                          | - US: Платиновый - AUS: Платиновый - CAN: Платиновый - NZ: Золотой - UK: Платиновый                                                                                     |
| Renaissance - Выпущен: 29 июля 2022 - Лейбл: Parkwood, Columbia - Формат: CD, digital download, streaming, vinyl                   | 1                    | 1                    | 2                    | 1                    | 1                    | 2                    | 2                    | 1                    | 1                    | 1                    | - US: 190 000                                                               | |

### Концертные альбомы
| Альбом | Высшее место в чарте | Высшее место в чарте | Высшее место в чарте | Высшее место в чарте | Высшее место в чарте | Продано                              |
| Альбом | US                   | US R&B               | GER                  | NL                   | SWI                  | Продано                              |
| --- | -------------------- | -------------------- | -------------------- | -------------------- | -------------------- | ------------------------------------ |
| Live at Wembley - Выпущен: 26 апреля 2004 - Лейбл: Columbia - Формат: DVD/CD                                                          | 17                   | 8                    | 59                   | —                    | 73                   | - US: 197 000                        |
| The Beyoncé Experience Live - Выпущен: 16 ноября 2007 - Лейбл: Columbia - Формат: DVD/CD, digital download                            | —                    | —                    | —                    | —                    | —                    |                                      |
| I Am… Yours: An Intimate Performance at Wynn Las Vegas - Выпущен: 20 ноября 2009 - Лейбл: Columbia - Формат: CD/DVD, digital download | —                    | —                    | 85                   | 66                   | —                    |                                      |
| I Am… World Tour - Выпущен: 30 ноября 2010 - Лейбл: Columbia - Формат: CD/DVD, digital download                                       | —                    | 40                   | —                    | —                    | —                    |                                      |
| Homecoming:The Live Album - Выпущен: 17 апреля 2019 - Лейбл: Columbia - Формат: CD/DVD, digital download                              | 4                    | 2                    | 41                   | 9                    | 15                   | - US: 14,000 (first-week sales only) |

### Мини-альбомы
| Детали альбома | Высшее место в чарте | Высшее место в чарте | Высшее место в чарте | Продано      |
| Детали альбома | США                  | Амер. R&B            | US Elec              | Продано      |
| --- | -------------------- | -------------------- | -------------------- | ------------ |
| Irreemplazable - Выпущен: 28 августа 2007 - Лейбл: Columbia - Форматы: CD/DVD, CD, digital download                              | 105                  | 41                   | —                    | - US: 57 000 |
| Above and Beyoncé — Video Collection & Dance Mixes - Выпущен: 16 июня 2009 - Лейбл: Columbia - Форматы: CD/DVD, digital download | 35                   | 23                   | 2                    | - US: 14 000 |
| 4: The Remix - Выпущен: 23 апреля 2012 - Лейбл: Parkwood, Columbia - Форматы: Digital download                                   | —                    | 30                   | —                    |              |

### Прочее
| Альбом                                                                                               | Примечание |
| --- | --- |
| True Star: A Private Performance - Выпущен: 2004 - Лейбл: Sony Music - Формат: CD                    | - CD-сингл, который прилагался к духам «True Star» Томми Хилфигера, содержащий композиции «Wishing on a Star» и «Naïve». |
| Speak My Mind - Выпущен: 24 февраля 2005 - Лейбл: Sony Music - Формат: CD                            | - Ремиксы на композиции альбома Dangerously in Love.                                                                     |
| Beyoncé Karaoke Hits, Vol. I - Выпущен: 11 марта 2008 - Лейбл: Columbia - Формат: Digital download   | - Версии некоторых песен для караоке из альбома B’Day.                                                                   |
| Live in Vegas Instrumentals - Выпущен: 28 сентября 2010 - Лейбл: Columbia - Формат: Digital download | - Композиции, записанные на выступлении I Am... Yours: An Intimate Performance at Wynn Las Vegas.                        |
| Heat - Выпущен: февраль 2011 - Лейбл: Columbia - Формат: CD                                          | - CD-диск, который прилагался к духам «Heat», включается в себя ремиксы композиций из альбома I Am… Sasha Fierce.        |

## Синглы

### Сольные синглы
| Год                                                  | Сингл                                   | Высшее место в чарте | Высшее место в чарте | Высшее место в чарте | Высшее место в чарте | Высшее место в чарте | Высшее место в чарте | Высшее место в чарте | Сертификаты (порог продаж)                                                                                    | Альбом                                                          |
| Год                                                  | Сингл                                   | US                   | АВСТ                 | КАН                  | ГЕР                  | ИРЛ                  | НЗ                   | ВЕЛ                  | Сертификаты (порог продаж)                                                                                    | Альбом                                                          |
| ---------------------------------------------------- | --------------------------------------- | -------------------- | -------------------- | -------------------- | -------------------- | -------------------- | -------------------- | -------------------- | --- | --------------------------------------------------------------- |
| 2003                                                 | «Crazy in Love» (при участии Jay-Z)     | 1                    | 2                    | 2                    | 6                    | 1                    | 2                    | 1                    | - АВСТ: платина - НОР: золото - США: золото                                                                   | Dangerously in Love                                             |
| 2003                                                 | «Baby Boy» (при участии Шона Пола)      | 1                    | 3                    | 2                    | 4                    | 6                    | 2                    | 2                    | - АВСТ: платина - США: платина                                                                                | Dangerously in Love                                             |
| 2003                                                 | «Me, Myself and I»                      | 4                    | 11                   | 7                    | 35                   | 21                   | 18                   | 11                   | - США: золото                                                                                                 | Dangerously in Love                                             |
| 2004                                                 | «Naughty Girl»                          | 3                    | 9                    | 2                    | 16                   | 14                   | 6                    | 10                   | - АВСТ: золото - США: золото                                                                                  | Dangerously in Love                                             |
| 2005                                                 | «Check on It» (при участии Slim Thug)   | 1                    | —                    | 5                    | 11                   | 5                    | 1                    | 3                    | - КАН: платина - США: платина                                                                                 | #1’s                                                            |
| 2006                                                 | «Déjà Vu» (при учатии Jay-Z)            | 4                    | 12                   | 14                   | 9                    | 3                    | 15                   | 1                    | - США: золото                                                                                                 | B’Day Стандартный и Подарочный Выпуск                           |
| 2006                                                 | «Ring the Alarm»                        | 11                   | —                    | —                    | —                    | —                    | —                    | 120                  | - США: золото                                                                                                 | B’Day Стандартный и Подарочный Выпуск                           |
| 2006                                                 | «Irreplaceable»                         | 1                    | 1                    | 2                    | 11                   | 1                    | 1                    | 4                    | - АВСТ: платина - КАН: платина - ДАН: золото - США: 3× платина                                                | B’Day Стандартный и Подарочный Выпуск                           |
| 2007                                                 | «Beautiful Liar» (при участии Шакиры)   | 3                    | 5                    | 2                    | 1                    | 1                    | 1                    | 1                    | - АВСТ: золото - ДАН: золото - США: платина                                                                   | B’Day Стандартный и Подарочный Выпуск                           |
| 2007                                                 | «Get Me Bodied»                         | 68                   | —                    | —                    | —                    | —                    | —                    | —                    | | B’Day Стандартный и Подарочный Выпуск                           |
| 2007                                                 | «Green Light»                           | —                    | —                    | —                    | —                    | 46                   | —                    | 12                   | | B’Day Стандартный и Подарочный Выпуск                           |
| 2008                                                 | «If I Were a Boy»                       | 3                    | 3                    | 4                    | 3                    | 2                    | 2                    | 1                    | - АВСТ: платина - КАН: 2× платина - ДАН: платина - SE: золото - ШВЕЙ: платина - ВЕЛ: золото - США: 2× платина | I Am… Sasha Fierce Стандартное, Подарочное и Платиновое Издание |
| 2008                                                 | «Single Ladies (Put a Ring on It)»      | 1                    | 5                    | 2                    | —                    | 4                    | 2                    | 7                    | - АВСТ: 3× платина - КАН: 2× платина - ВЕЛ: золото - США: 4× платина                                          | I Am… Sasha Fierce Стандартное, Подарочное и Платиновое Издание |
| 2009                                                 | «Diva»                                  | 19                   | 40                   | —                    | —                    | —                    | 26                   | 72                   | - США: золото                                                                                                 | I Am… Sasha Fierce Стандартное, Подарочное и Платиновое Издание |
| 2009                                                 | «Halo»                                  | 5                    | 3                    | 3                    | 5                    | 4                    | 2                    | 4                    | - АВСТ: 2× платина - КАН: платина - ДАН: золото - ШВЕЙ: платина - ВЕЛ: золото - США: 2× платина               | I Am… Sasha Fierce Стандартное, Подарочное и Платиновое Издание |
| 2009                                                 | «Ego» (ремикс при участии Кани Уэста)   | 39                   | —                    | —                    | —                    | —                    | 11                   | 60                   | - США: золото                                                                                                 | I Am… Sasha Fierce Стандартное, Подарочное и Платиновое Издание |
| 2009                                                 | «Sweet Dreams»                          | 10                   | 2                    | 17                   | 8                    | 4                    | 1                    | 5                    | - АВСТ: платина - США: платина                                                                                | I Am… Sasha Fierce Стандартное, Подарочное и Платиновое Издание |
| 2009                                                 | «Broken-Hearted Girl»                   | —                    | 14                   | —                    | 14                   | 20                   | —                    | 27                   | | I Am… Sasha Fierce Стандартное, Подарочное и Платиновое Издание |
| 2009                                                 | «Video Phone» (при участии Lady Gaga)   | 65                   | 31                   | —                    | —                    | —                    | 32                   | 58                   | | I Am… Sasha Fierce Стандартное, Подарочное и Платиновое Издание |
| 2010                                                 | «Why Don't You Love Me»                 | —                    | 73                   | —                    | —                    | —                    | —                    | —                    | | I Am… Sasha Fierce Стандартное, Подарочное и Платиновое Издание |
| 2011                                                 | «Run the World (Girls)»                 | 29                   | 10                   | 16                   | —                    | 11                   | 9                    | 11                   | - США: Золото - АВСТ: Платина - ВЕЛ: Серебро - КАН: Платина - Н. З.: Золото                                   | 4                                                               |
| 2011                                                 | «Best Thing I Never Had»                | 16                   | 17                   | 27                   | 29                   | 2                    | 5                    | 3                    | - США: Золото - АВСТ: Платина - ВЕЛ: Золото - КАН: Золото - Н. З.: Золото                                     | 4                                                               |
| 2011                                                 | «Party» (При участии Andre 3000)        | 50                   | —                    | —                    | —                    | —                    | —                    | —                    | | 4                                                               |
| 2011                                                 | «Love on Top»                           | 20                   | 20                   | 65                   | —                    | 21                   | 14                   | 13                   | - США: Золото - АВСТ: 2× Платина - ВЕЛ: Серебро                                                               | 4                                                               |
| 2011                                                 | «Countdown»                             | 71                   | —                    | 62                   | —                    | 45                   | —                    | 35                   | - США: Золото                                                                                                 | 4                                                               |
| 2012                                                 | «I Care»                                | —                    | —                    | —                    | —                    | —                    | —                    | —                    | | 4                                                               |
| 2012                                                 | «End Of Time»                           | —                    | —                    | —                    | —                    | 27                   | —                    | 39                   | | 4                                                               |
| 2013                                                 | «XO»                                    | 45                   | 16                   | 36                   | 68                   | 15                   | 10                   | 22                   | - АВСТР: Золото - КАН: Золото                                                                                 | Beyoncé                                                         |
| 2013                                                 | «Drunk In Love» (При участии Jay-Z)     | 2                    | 22                   | 23                   | 70                   | 10                   | 7                    | 9                    | - США: Платина - АВСТР: Золото - ВЕЛ: Серебро - КАН: Золото - Н. З.: Золото                                   | Beyoncé                                                         |
| 2014                                                 | «Partition»                             | 23                   | —                    | —                    | —                    | 57                   | —                    | 74                   | | Beyoncé                                                         |
| 2014                                                 | «Pretty Hurts»                          | —                    | 47                   | 78                   | 83                   | 56                   | —                    | 63                   | | Beyoncé                                                         |
| 2014                                                 | «Flawless»                              | 41                   | —                    | —                    | —                    | 77                   | —                    | 65                   | | Beyoncé                                                         |
| 2014                                                 | «7/11»                                  | 13                   | 41                   | 43                   | 78                   | 70                   | 24                   | 33                   | | Beyoncé                                                         |
| 2014                                                 | «Ring Off»                              | —                    | —                    | —                    | —                    | —                    | —                    | 81                   | | Beyoncé                                                         |
| 2016                                                 | «Formation»                             | 10                   | —                    | 32                   | 74                   | 59                   | —                    | 31                   | | Lemonade                                                        |
| 2016                                                 | «Sorry»                                 | 11                   | —                    | 40                   | —                    | 82                   | —                    | 33                   | | Lemonade                                                        |
| 2016                                                 | «Hold Up»                               | 13                   | —                    | 37                   | —                    | 52                   | —                    | 11                   | | Lemonade                                                        |
| 2016                                                 | «Freedom» (При участии Кендрика Ламара) | 35                   | —                    | 60                   | —                    | 95                   | —                    | 40                   | | Lemonade                                                        |
| 2016                                                 | «All Night»                             | 38                   | —                    | 73                   | —                    | —                    | —                    | 60                   | | Lemonade                                                        |
| «—» означает релиз не был в чарте или не был выпущен |                                         |                      |                      |                      |                      |                      |                      |                      | |                                                                 |

### С другими артистами
| Год                                                       | Сингл                                                    | Высшее место в чарте | Высшее место в чарте | Высшее место в чарте | Высшее место в чарте | Высшее место в чарте | Высшее место в чарте | Высшее место в чарте | Высшее место в чарте | Высшее место в чарте | Альбом                               |
| Год                                                       | Сингл                                                    | США                  | US R&B               | US Dance             | АВСТ                 | КАН                  | ИРЛ                  | НИД                  | НЗ                   | ВЕЛ                  | Альбом                               |
| --------------------------------------------------------- | -------------------------------------------------------- | -------------------- | -------------------- | -------------------- | -------------------- | -------------------- | -------------------- | -------------------- | -------------------- | -------------------- | ------------------------------------ |
| 2000                                                      | «I Got That» (с Amil)                                    | —                    | 101                  | —                    | —                    | —                    | —                    | —                    | —                    | —                    | All Money Is Legal                   |
| 2002                                                      | «'03 Bonnie & Clyde» (с Jay-Z)                           | 4                    | 2                    | —                    | 2                    | 6                    | 8                    | 9                    | 4                    | 2                    | The Blueprint²: The Gift & The Curse |
| 2004                                                      | «The Closer I Get to You» (с Лютером Вандероссом)        | —                    | 62                   | —                    | —                    | —                    | —                    | —                    | —                    | —                    | Dance with My Father                 |
| 2007                                                      | «Hollywood» (с Jay Z)                                    | —                    | 21                   | —                    | 98                   | —                    | —                    | —                    | —                    | —                    | Kingdom Come                         |
| 2007                                                      | «Until the End of Time» (с Джастином Тимберлейком)       | 17                   | 3                    | 20                   | 53                   | —                    | —                    | —                    | 31                   | —                    | FutureSex/LoveSounds Deluxe Edition  |
| 2008                                                      | «Love in This Club, Part II» (с Ашером и Lil Wayne)      | 18                   | 7                    | —                    | 96                   | 69                   | —                    | —                    | —                    | —                    | Here I Stand                         |
| 2008                                                      | «Just Stand Up!» (с Artists Stand Up to Cancer)          | 11                   | 83                   | —                    | 39                   | 10                   | 11                   | —                    | 19                   | 26                   | Charity single                       |
| 2010                                                      | «Put It in a Love Song» (с Алишей Киз)                   | 102                  | 60                   | —                    | 18                   | 71                   | 26                   | —                    | 24                   | —                    | The Element of Freedom               |
| 2010                                                      | «Telephone» (с Lady Gaga)                                | 3                    | —                    | 1                    | 3                    | 3                    | 1                    | 6                    | 3                    | 1                    | The Fame Monster                     |
| 2011                                                      | «Lift Off» (с Jay-Z и Канье Уэстом)                      | 121                  | —                    | —                    | —                    | —                    | —                    | —                    | —                    | 48                   | Watch the Throne                     |
| 2014                                                      | «Part II (On the Run)» (с Jay-Z)                         | 77                   | —                    | —                    | —                    | —                    | —                    | —                    | —                    | 93                   | Magna Carta… Holy Grail              |
| 2014                                                      | «Say Yes» (с Мишель Уильямс и Келли Роуленд)             | —                    | —                    | —                    | —                    | —                    | —                    | —                    | —                    | 106                  | Journey to Freedom                   |
| 2015                                                      | «Runnin' (Lose It All)» (с Naughty Boy и Arrow Benjamin) | 90                   | —                    | —                    | —                    | 61                   | 12                   | 14                   | 10                   | 4                    | Внеальбомный сингл                   |
| 2017                                                      | «Shining» (с DJ Khaled и Jay-Z)                          | 57                   | —                    | —                    | —                    | 72                   | —                    | —                    | —                    | 71                   | Grateful                             |
| 2017                                                      | «Mi Gente»(Remix) (с Джеем Бальвином и Уилли Уильям)     | 3                    | —                    | —                    | —                    | 2                    | —                    | —                    | 39                   | —                    | Внеальбомный сингл                   |
| 2017                                                      | «Walk on Water» (с Эминемом)                             | 14                   | —                    | —                    | —                    | 22                   | 16                   | —                    | 18                   | 7                    | Revival                              |
| 2018                                                      | «Top Off» (с DJ Khaled, Фьючер)                          | 22                   | 14                   | —                    | —                    | 48                   | 67                   | —                    | —                    | 41                   | Father of Asahd                      |
| 2020                                                      | «Savage» (ремикс) (с Меган Зи Сталлион)                  | 2                    | —                    | —                    | —                    | 9                    | —                    | —                    | 2                    | —                    | Внеальбомный сингл                   |
| «—» означает, что релиз не был в чарте или не был выпущен |                                                          |                      |                      |                      |                      |                      |                      |                      |                      |                      |                                      |

### Саундтрек и коммерческие синглы
| Год                                                | Сингл                           | Высшее место в чарте | Высшее место в чарте | Высшее место в чарте | Высшее место в чарте | Высшее место в чарте | Высшее место в чарте | Высшее место в чарте | Высшее место в чарте | Высшее место в чарте | Высшее место в чарте | Альбом                             |
| Год                                                | Сингл                           | США                  | US R&B               | U.S. Dance           | АВСТ                 | КАН                  | ГЕР                  | ИРЛ                  | НИД                  | НЗ                   | ВЕЛ                  | Альбом                             |
| -------------------------------------------------- | ------------------------------- | -------------------- | -------------------- | -------------------- | -------------------- | -------------------- | -------------------- | -------------------- | -------------------- | -------------------- | -------------------- | ---------------------------------- |
| 2002                                               | «Work It Out»                   | —                    | —                    | —                    | 21                   | —                    | 75                   | 12                   | 30                   | 36                   | 7                    | Остин Пауэрс: Голдмембер           |
| 2003                                               | «Fighting Temptation»           | —                    | —                    | —                    | —                    | 34                   | —                    | —                    | 13                   | —                    | —                    | Борьба с искушениями               |
| 2003                                               | «Summertime»                    | —                    | 35                   | —                    | —                    | —                    | —                    | —                    | —                    | —                    | —                    | Борьба с искушениями               |
| 2004                                               | «Dangerously in Love 2»         | 57                   | 17                   | —                    | —                    | —                    | —                    | —                    | —                    | —                    | —                    | Dangerously in Love                |
| 2007                                               | «Listen»                        | 61                   | 23                   | —                    | —                    | —                    | 18                   | 6                    | —                    | —                    | 8                    | Девушки мечты: Музыка из фильма    |
| 2007                                               | «Upgrade U» (при участии Jay-Z) | 59                   | 11                   | —                    | —                    | —                    | —                    | —                    | —                    | —                    | 176                  | B’Day                              |
| 2008                                               | «At Last»                       | 67                   | 79                   | —                    | —                    | 45                   | —                    | —                    | —                    | —                    | —                    | Кадиллак Рекордс: Музыка из фильма |
| 2008                                               | «Ave Maria»                     | —                    | —                    | —                    | —                    | —                    | —                    | —                    | —                    | —                    | 150                  | I Am… Sasha Fierce                 |
| 2009                                               | «Radio»                         | —                    | —                    | —                    | —                    | —                    | —                    | —                    | 14                   | —                    | —                    | I Am… Sasha Fierce                 |
| 2010                                               | «Fever»                         | —                    | —                    | —                    | —                    | —                    | —                    | —                    | —                    | —                    | —                    | Heat                               |
| «—» означает, что релиз не был в чарте или выпущен |                                 |                      |                      |                      |                      |                      |                      |                      |                      |                      |                      |                                    |

## Другие появления в альбомах
В 1999 в Da Real World Мисси Эллиотт:
- «Crazy Feelings»

В 2000 в All Money Is Legal Amil:
- «I Got That»

В 2002 в Under Construction Миссм Эллиотт:
- «Nothing out There for Me»

В 2003 с Da Brat в Solo Star Соланж:
- «Naive»

В 2003 в Revoir un Printemps IAM:
- «Bienvenue»

В 2003 September 11 attacks Inspiration promo:
- «What More Can I Give»

В 2005 в So Amazing: An All-Star Tribute to Luther Vandross с Стиви Уандером:
- «So Amazing»

В 2008 в Mathew Knowles & Music World Present Vol.1: Love Destiny:
- «Honesty»

В 2009 не включен вокал в The Blueprint 3 Jay-Z:
- «Venus vs. Mars»

## Видеоальбомы
| Год  | Название                                                                                             | Наивысшие позиции | Наивысшие позиции | Наивысшие позиции | Наивысшие позиции | Наивысшие позиции | Наивысшие позиции | Наивысшие позиции | Наивысшие позиции | Наивысшие позиции | Сертификаты                          |
| Год  | Название                                                                                             | США               | ВЕЛ               | КАН               | АВСТ              | ГЕР               | ФРА               | ИТА               | ЯПО               | НИД               | Сертификаты                          |
| ---- | --- | ----------------- | ----------------- | ----------------- | ----------------- | ----------------- | ----------------- | ----------------- | ----------------- | ----------------- | ------------------------------------ |
| 2004 | Live at Wembley - Выпущен: 27 апреля 2004 - Форматы: CD/DVD                                          | 17                | 2                 | 5                 | 7                 | 59                | 9                 | —                 | 8                 | —                 | - США: 2× платина                    |
| 2006 | BET Presents Beyoncé - Выпущен: 4 сентября 2006 - Форматы: DVD                                       | —                 | —                 | —                 | —                 | —                 | —                 | —                 | —                 | —                 |                                      |
| 2006 | Beyoncé The Ultimate Performer - Выпущен: 24 ноября 2006 - Форматы: DVD                              | —                 | —                 | —                 | —                 | —                 | —                 | —                 | —                 | —                 |                                      |
| 2007 | B'Day Anthology Video Album - Выпущен: 3 апреля 2007 - Форматы: DVD                                  | —                 | —                 | —                 | —                 | —                 | —                 | —                 | —                 | —                 | - США: 2× платина                    |
| 2007 | The Beyoncé Experience Live - Выпущен: 20 ноября 2007 - Форматы: DVD                                 | 2                 | 14                | —                 | 8                 | —                 | 9                 | 9                 | 9                 | 2                 | - США: 3× платина - АВСТ: 2× платина |
| 2009 | Above and Beyoncé - Video Collection & Dance Mixes - Выпущен: 16 июня 2009 - Форматы: CD/DVD         | 35                | —                 | —                 | —                 | —                 | —                 | —                 | —                 | —                 | - США: платина                       |
| 2009 | I Am... Yours: An Intimate Performance at Wynn Las Vegas - Выпущен: 24 ноября 2009 - Форматы: CD/DVD | 1                 | —                 | —                 | 11                | 3                 | —                 | —                 | 6                 | 4                 | - США: 2× платина - АВСТ: платина    |